# Autranella congolensis
Autranella congolensis är en tvåhjärtbladig växtart som först beskrevs av De Wild., och fick sitt nu gällande namn av Auguste Jean Baptiste Chevalier. Autranella congolensis ingår i släktet Autranella och familjen Sapotaceae. IUCN kategoriserar arten globalt som akut hotad. Inga underarter finns listade i Catalogue of Life.